# Archinotodelphys profundus
Archinotodelphys profundus är en kräftdjursart som beskrevs av Monniot 1968. Archinotodelphys profundus ingår i släktet Archinotodelphys och familjen Archinotodelphyidae. Inga underarter finns listade i Catalogue of Life.